# Pałac w Mysłakowicach
Pałac w Mysłakowicach (niem. Schloss Erdmannsdorf) – zabytkowy pałac pochodzący z XVIII wieku pałac we wsi Mysłakowice w województwie dolnośląskim.

## Historia
Pierwsze wzmianki na temat mysłakowickich dóbr lennych pochodzą z roku 1385. Jako właścicieli wymienia się braci von Kolberg. Między wiekiem XIV a XVI w Mysłakowicach rządziły dwie rodziny: von Stange i von Zedlitz. Majątek mysłakowicki w latach 1593–1759 należał do von Reibnitzów. Pałac w Mysłakowicach wzniesiono ok. pierwszej połowy XVIII w., a zlecenie budowy przypisuje się Maksymilianowi Leopoldowi von Reibnitz. Pierwsza przebudowa nastąpiła  w 1816 na zlecenie hr. Augusta Neidharda von Gneisenau. Autorem klasycystycznej przebudowy był Josef Carl Raabe. Zmian dokonano w elewacji, nadbudowano mezzanino, na dachu skrzydła frontowego wzniesiono kryty kopułą belweder, zbudowano ogród zimowy.
Po śmierci von Gneisenaua, posiadłość odkupił w roku 1831 król pruski Fryderyk Wilhelm III i przekształcił ją w rezydencję cesarską. W latach 1832–1835 pałac przebudował stylistycznie Karol Fryderyk Schinkel. W trakcie przeprowadzanych prac zmianom poddano układ wnętrz. Pozostałe prace można zaliczyć do kosmetycznych – tyczyły się wystroju wnętrz oraz zmiany kolorystyki elewacji. Ówcześnie wokół pałacu utworzono rozległy park krajobrazowy, którego projektantem był Peter Joseph Lenne.
Mysłakowicką posiadłość po śmierci Fryderyka Wilhelma III odziedziczyła wdowa Augusta von Harrach, która odsprzedała pałac w 1840 następcy tronu Fryderykowi Wilhelmowi IV. Nowy właściciel zlecił gruntowną przebudowę obiektu, której autorem był uczeń Schinkla, August Stüler. Rezydencję przebudowano w stylu neogotyckim. Pałac powiększono: wzniesiono wieżę, wielką jadalnię w osobnym skrzydle, przebudowano dachy i elewacje oraz zmieniono układ pomieszczeń.
Po rozwiązaniu majoratu koronnego w roku 1909 dobra przeszły pod zarząd starostwa powiatu jeleniogórskiego. W latach 20. dobra w Mysłakowicach podzielono. Po 1945 założenie pałacowo-parkowe miało różnych właścicieli m.in. Lasy Państwowe i PGR. Obecnie w pałacu znajduje się siedziba szkoły podstawowej, co uchroniło pałac przed dewastacją. Przy pałacu znajduje się 13-hektarowy park z cennym drzewostanem oraz stawem.

## Architektura
Korpus pałacu założony na planie zbliżonym do prostokąta. Bryła pałacu urozmaicona ryzalitami, wykuszami. Obiekt przekryty płaskimi dachami. Elewacje gładko otynkowane, zwieńczone krenelażem z narożnymi wieżyczkami. W elewacji zachodniej oktagonalna wieża, po stronie południowo-zachodniej jednokondygnacyjna wielka jadalnia. Na detal architektoniczny składają się łuki Tudorów w obramieniach, krenelaże, wieżyczki. We wnętrzu zachowane do naszych czasów są częściowo ozdobne stropy, okładziny ścian i kamienna klatka schodowa. Sala balowa miała w założeniu przypominać z zewnątrz parostatek z rzeki Missisipi. Płaski dach sali to pokład statku, z przodu tarasu dwa kominy, boczne wejścia to koła parostatku, a balkony nad tarasem to mostek kapitański.